# 1186 км (зупинний пункт)
1186 кілометр (іноді Керамічний) — пасажирська зупинна залізнична платформа Донецької дирекції Донецької залізниці. Розташована між селищами Жукова Балка, Трепельне та селом Єлизавето-Миколаївка, Амвросіївський район, Донецької області на лінії Іловайськ — Квашине між станціями Кутейникове (8 км) та Амвросіївка (8 км).
Через військову агресію Росії на сході України транспортне сполучення припинене.